# Pyrianoreina
Pyrianoreina – rodzaj chrząszczy z rodziny kózkowatych. 

## Zasięg występowania
Przedstawiciele tego rodzaju występują w Ameryce Południowej od Ekwadoru na płn. po Boliwię na płd.

## Systematyka
Do Pyrianoreina zaliczane są 2 gatunki:
- Pyrianoreina hovorei
- Pyrianoreina piranga.